# دولومیت (سنگ)

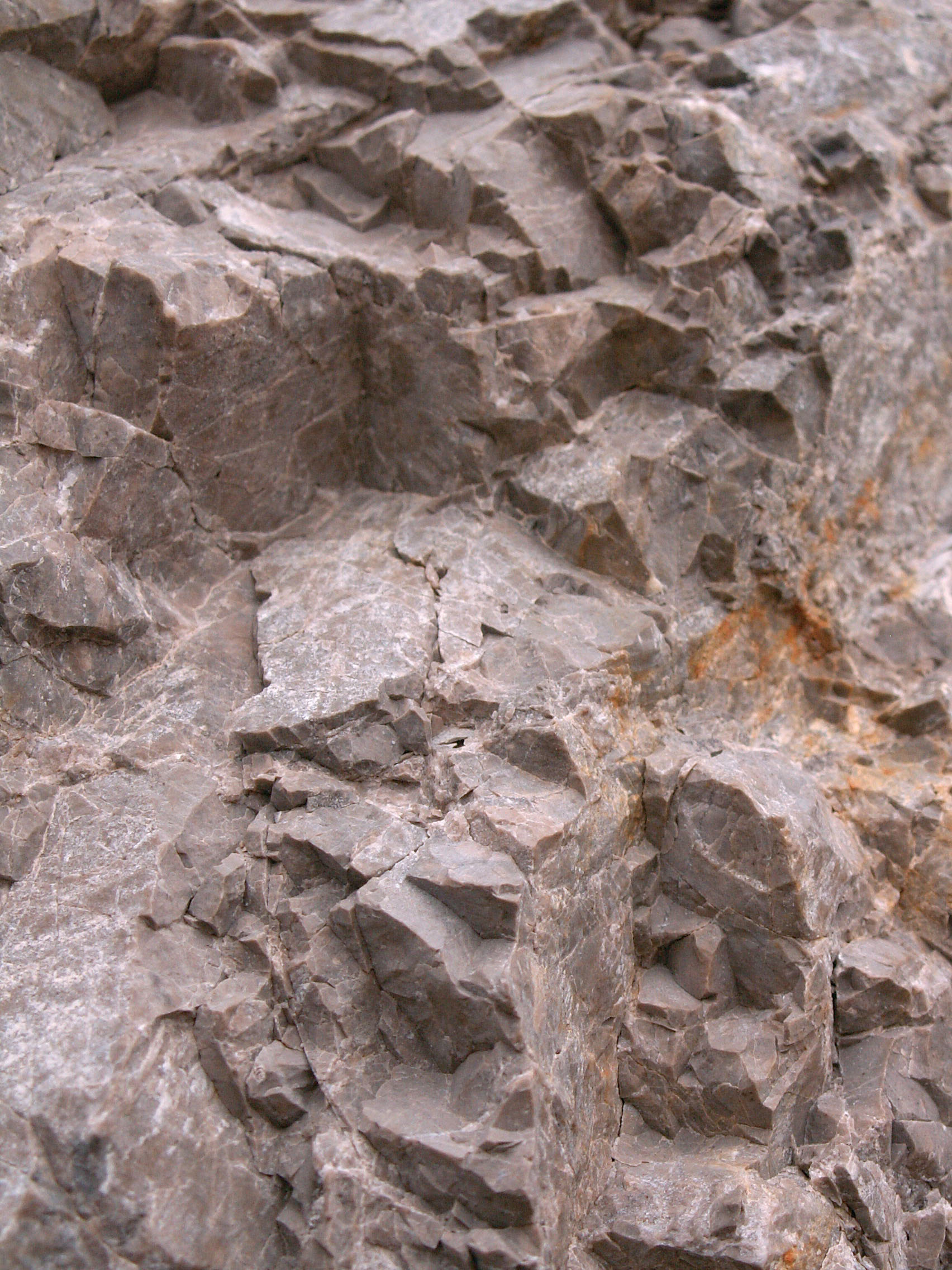
سنگ‌های دولومیتی دوره کرتاسه در اسلواکی

دولومیت (انگلیسی: Dolomite) نوعی سنگ کربناته رسوبی است که دارای مقادیر زیادی کانی دولومیت (CaMg(CO3)2) است. دولومیت دارای نرخ استوکیومتری در مقادیر نسبتاً مساوی منیزیم و کلسیم است. بیشتر سنگ‌های دولومیتی بر اثر فرایند جایگزینی منیزیم در سنگ‌آهک یا آهک پیش از سنگ‌شدگی تشکیل می‌شود. سنگ دولومیت به فرسایش مقاوم بوده و ممکن است دارای لایه یا بدون آن باشد. دولومیت نسبت به سنگ‌آهک قابلیت انحلال کمتری در آب‌های زیرزمینی نسبتاً اسیدی دارد ولی با گذشت زمان می‌تواند اشکال انحلالی (کارست) را پدید آورد. دولومیت همچنین می‌تواند به‌عنوان سنگ مخزن نفت و گاز طبیعی عمل کند.